# Alopochen
Genre
Alopochen est un genre d'oiseaux de la famille des anatidés. Seule une espèce de ce genre n'est pas éteinte, l'Ouette d'Égypte (Alopochen aegyptiacus).

## Liste des espèces
Selon la classification de référence du Congrès ornithologique international (version 15.1, 2025) :
- Alopochen aegyptiaca (Linnaeus, 1766) — Ouette d'Égypte ;
- † Alopochen mauritiana (Newton, E & Gadow, 1893) — Ouette de Maurice ;
- † Alopochen kervazoi (Cowles, 1994) — Ouette de la Réunion.

Espèces fossiles :
- †Alopochen sirabensis (Andrews, 1897), qui pourrait être une sous-espèce de A. mauritiana.